# Гречаный, Яков Степанович
Яков Степанович Гречаный (Потреба, Потребич, Пидтереб) (укр. Яків Степанович Гречаний; ? — после 1729) — видный деятель Гетманщины конца XVII и начала XVIII века. Есаул гадяцкого полка (1725—1729).

## Биография
Представитель известного с XVII века казацко-старшинского рода, происходящий от Прокопа Гречаного и породненный со многими известными родами ((Донец-Захаржевскими, Чернышами, Жученками).
Сын Степана Прокофьевича Потребич-Гречаного, генерального писаря Войска Запорожского (1663—1665). Брат Фёдора Гречаного, члена Малороссийской коллегии
Служил писарем Гетманской войсковой канцелярии при гетмане И. Мазепе. Был ближайшим соратником Мазепы и его казначеем, контролировал поступления и расходы гетманской казны. По приказам своего начальника выдавал определённые суммы на текущие расходы и прочие войсковые нужды.
В марте 1708 года когда генеральный писарь и генеральный судья Войска Запорожского В. Кочубей и полтавский полковник И. Искра поехали с доносом на Мазепу в главную квартиру царя Петра I, гетман распорядился арестовать Якова Гречаного и его свояка, известного участника антимазепинских интриг Ивана Черныша (женатого на сестре Якова, Елене). Оба были допрошены о том, «ведают ли они про генералного судью Кочюбея, для чего он поехал к великому государю». Вскоре Я. Гречаного освободили из-под стражи и отправили на жительство в его имение Рымаровку, под своеобразный домашний арест. Возможно, что Я. Гречаного и Черныша, претендовавшего на стародубское полковничество, но не получившего его от Мазепы, связывали в деле Кочубея и Искры не только родственные отношения, ведь после смерти отца Степана Гречаного, полученное им от Мазепы и утвержденное царскою грамотою село Аксютинцы было отобраны Мазепой у его сыновей Фёдора и Якова.
На допросе 4 октября 1709 года Яков Гречаный уверял, не изменял царю и оказался в стане шведов не по своей воле. Находясь в Рымаровке он узнал об измене Мазепы, а заодно «уведомился» и о том, что его свояк Иван Черныш находится в Киеве, куда выехал и Гречаный, однако в Лохвице он был арестован шведами по распоряжению генерального есаула Михаила Гамалея и, что этот факт могут подтвердить не только лохвицкий протопоп Фёдор, но «и попы, и все лохвицкие мещане». В дальнейшем Гречаный был доставлен в ставку Мазепы, и пробыв под караулом до самой Полтавской битвы.
В ходе сыска по делу Якова Гречаного был допрошен лохвицкий протопоп Фёдор Лисовский и два попа. Они подтвердили факт ареста Гречаного. Кроме этого протопоп Фёдор сообщил, что его тёща приглашенная в дом М. Гамалея на обед была свидетельницей перепалки между генеральным есаулом и находившимся там же Я. Гречаным. По её словам «говорил Гамалей, Мазепа де сетует, что не повесил или не четвертовал Черныша, и Яков Гречаной против того отозвался Гамалею: разве оного Черныша повесить зато, что он при государе верно служит, и Гамалей сказал, что не толко Чернышу, и все, которые будут при государе держатца, караны будут, и стал он Гамалей пить про здоровье короля швецкого <…>, а Гречаный молвил, не замай, король швецкий пропадет и загинет, а он будет пить за своего государя, за которым господствуют, и маетности, и всякое доволство имеют».
В ноябре 1709 года М. Гамалея, допрошенный гетманом И. И. Скоропадским по распоряжению российских властей, подтвердил все обстоятельства ареста Я. Гречаного.
В своём ответе Г. И. Головкину гетман Скоропадский, в ответ на требование канцлера прислать жену Я. Гречаного в Москву вместе с членами семей и близкими родственниками других мазепинцев для отправки по месту ссылки осужденных, писал: «Гречаного зась жены на Сибирь посилати не к кому, понеже и сам Гречаный ныне не в Сибири, але в Киеве» у Д. М. Голицына, о котором тот «розисковал, а узнавши его невинность уволнил».
После амнистии Яков Гречаный поселился в Гадяче, где в 1725—1729 годах служил полковым есаулом.